# Thisted
Thisted är en tätort och stad vid Limfjorden i Thy i norra Jylland i Danmark. År 2007 hade tätorten 12 886 invånare. Thisted är centralort i Thisteds kommun och kyrkby i Thisteds socken. Staden är uppkallad efter guden Tyr.
Thisted är slutstation för Thybanan och var 1904–1969 slutstation för Thisted–Fjerritslevs järnväg. Några utbildningsinstitutioner i staden är EUC Nordvest, Thisted gymnasium, Thy Utbildningscenter och Thisteds sjukvårdsskola.
En liten del av filmen 
Olsen-banden i Jylland är inspelad i Thisted, medan merparten spelades in i Hanstholm med omnejd.
Thisted är vänort med Uddevalla.

## Personer från staden
Författaren Jens Peter Jacobsen var från Thisted. Andra kända personligheter är journalisten Reimer Bo Christiansen, popduon Junior Senior och Søren Dahl, som i flera år har gjort programmet Café Hach på Danmarks Radios P4. Schackspelaren Bent Larsen föddes i Thisted.

## Bilder

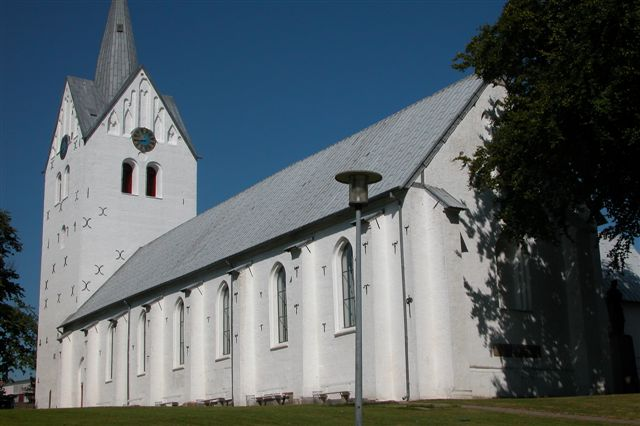
Thisteds kyrka.
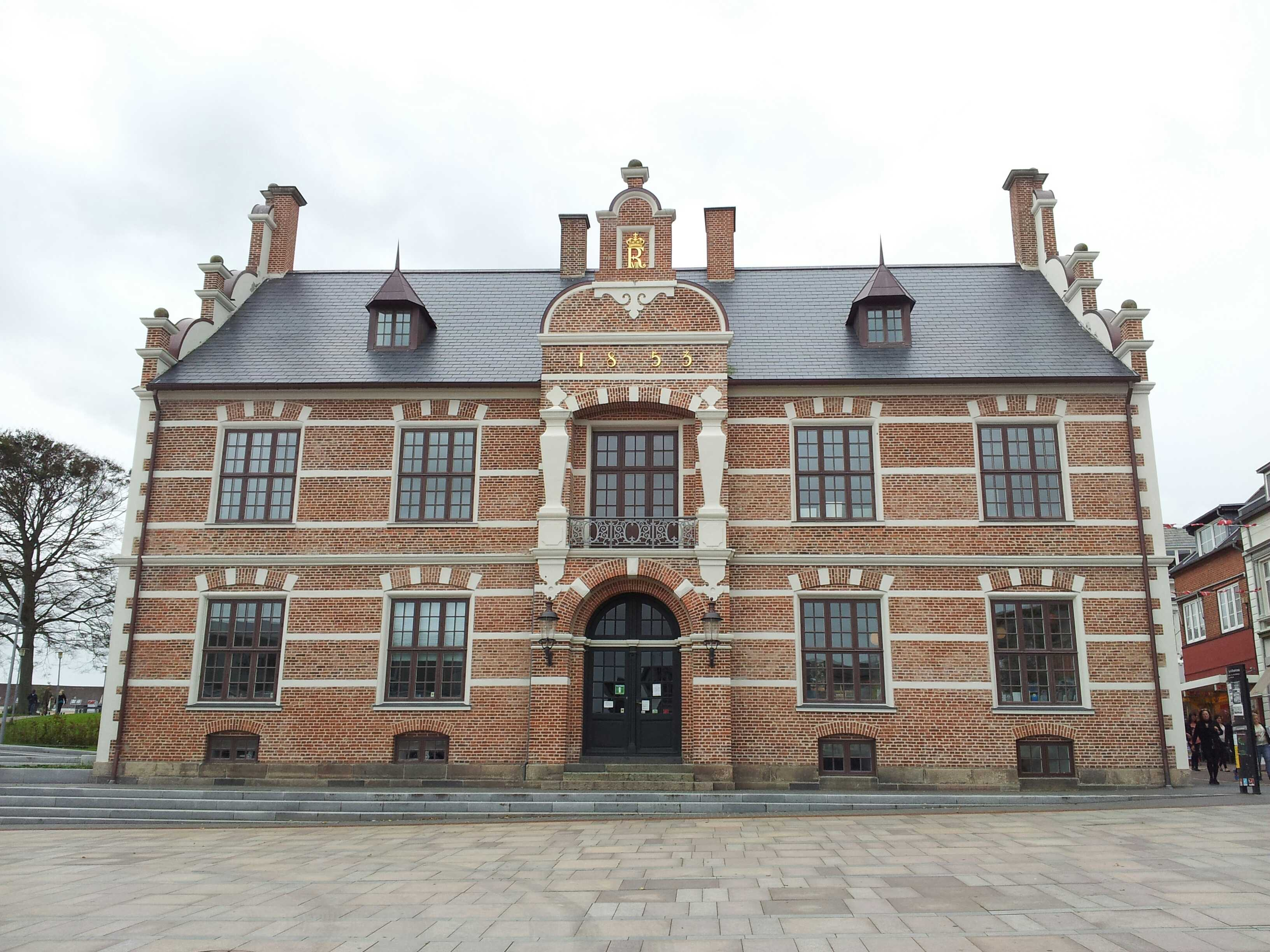
Thisteds rådhus.
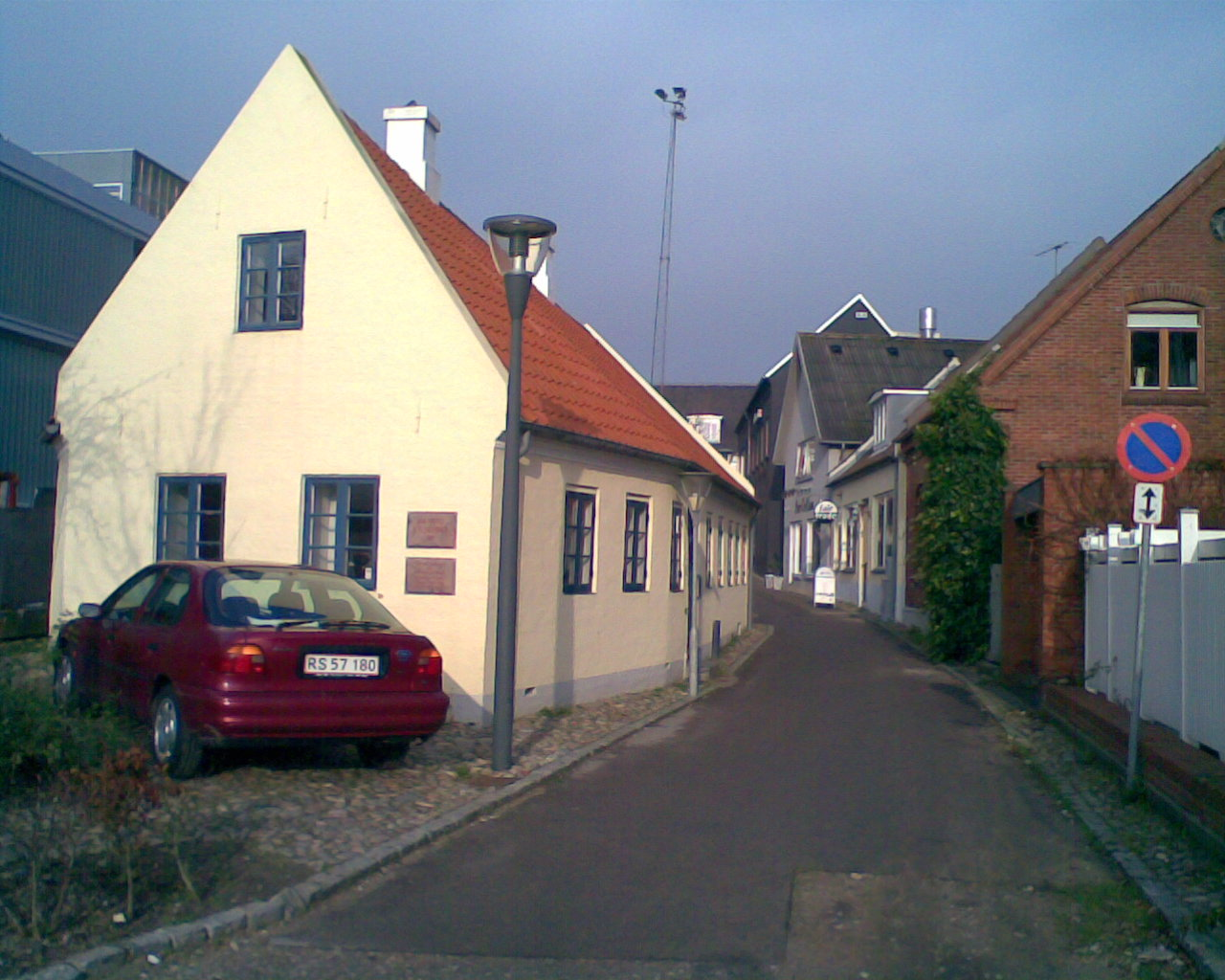
Jens Peter Jacobsens födelsehus.